# Niszczukowate
Niszczukowate (Lepisosteidae) – rodzina ryb promieniopłetwych z rzędu niszczukokształtnych (Lepisosteiformes).

## Rozmieszczenie geograficzne
Do rodziny należą gatunki występujące w wodach od wschodniej Ameryka Północna (od południowego Quebecu) do Kostaryki oraz na Kubie.

## Morfologia
Długość ciała do 3 m. Niszczukowate mają charakterystyczne wydłużone ciało. Szczęki wydłużone, w których znajdują się igłowate zęby. Ogon krótki, o heterecerkalnej płetwie. Ciało mocno pokryte skostniałymi łuskami; linia boczna składa się z około 50-65 łusek. Płetwa grzbietowa znajduje się w tylnej części ciała i składa się z niewielu promieni. Kość międzywieczkowa nieobecna. Silnie unaczyniony pęcherz pławny umożliwia oddychanie tlenem z powietrza. Kręgi z przodu są wypukłe, natomiast z tyłu wklęsłe.

## Charakterystyka
Niszczukowate występują głównie w wodach słodkich, czasami można je spotkać w wodach słonawych; w wodach morskich spotykane niezwykle rzadko. Ich siedliskiem są zwykle płytkie i zarośnięte obszary.

## Podział systematyczny
Do rodziny należą następujące występujące współcześnie rodzaje:
- Atractosteus Rafinesque, 1820
- Lepisosteus Lacépède, 1803

Opisano również rodzaje wymarłe:
- Cuneatus Grande, 2010[8]
- Herreraichthys Alvarado-Ortega, Brito, Porras-Múzquiz & Mújica-Monroy, 2015[9]
- Masillosteus Micklich & Klappert, 2001[10]